# Tella (Sétif)
Tella (în arabă التلة) este o comună din provincia Sétif, Algeria.
Populația comunei este de 7.562 de locuitori (2008).